# Ilvo Diamanti
Ilvo Diamanti (Caldogno, 4 septembre 1952 - ) est un sociologue, polititologue et journaliste italien.

## Biographie
Ilvo Diamanti est professeur titulaire de sciences politiques et de sociologie politique à l'université d'Urbino « Carlo-Bo », où il dirige le laboratoire d’études politiques et sociales. Il donne un cours de systèmes politiques comparés à l'université Paris II. 
De 1999 à 2003, il fut directeur scientifique de la Fondation nord-est de Venise. Ses recherches sont consacrées aux mouvements autonomistes en Italie, aux divisions territoriales, au thème des générations et à la transformation du système politique italien. 
Il fait partie du comité scientifique et éditorial de quelques revues, entre autres : Rassegna italiana di Sociologia (en français : Revue italienne de sociologie), Rivista italiana di Scienza Politica (en français : Revue italienne de sciences politiques), Political and Economics Trends (en français : Tendances politiques et économiques), liMes ainsi que  Critique Internationale. Il collabore avec le quotidien La Repubblica en tant qu’éditorialiste et spécialiste des questions sociopolitiques.

## Publications

### En français
- avec M.Lazar, Politique à l'italienne, Paris, PUF; 1997,  (ISBN 9782130486732)

### En italien
- avec P.Allum, '50/'80, vent'anni. Due generazioni di giovani a confronto, ( '50/'80, vingt ans. Deux générations de jeunes à comparer), Edizioni Lavoro, 1986
- avec E.Pace, Tra religione e organizzazione, (Entre religion et organisation), Liviana, 1987
- avec A.Parisi, Elezioni a Trieste. Identità territoriale e comportamento di voto, (Élections à Trieste. Identité territoriale et comportement de vote), Il Mulino, 1991
- avec G.Riccamboni, La parabola del voto bianco, (La parabole du bulletin de vote blanc), Neri Pozza, 1992
- La Lega. Geografia, storia e sociologia di un nuovo soggetto politico (La Ligue. Géographie, histoire et sociologie d'un nouveau sujet politique), Donzelli, 1993
- avec Renato Mannheimer, Milano a Roma. Guida all'Italia elettorale del 1994, (De Milan à Rome. Guide de l'Italie électorale de 1994), Donzelli, 1994
- Il male del Nord. Lega, localismo, secessione, (Le mal du Nord. Alliance, régionalisme et sécession), Donzelli, 1996
- Stanchi di miracoli. Il sistema politico italiano in cerca di normalità, (Fatigué des miracles. Le système politique italien à la recherche de la normalité), Guerini e associati, 1997
- Idee del Nordest, (Idées du nord-est), Edizioni della Fondazione Agnelli, 1998
- La generazione invisibile, (La génération invisible), Edizioni Il Sole 24 Ore, 1999
- Politica all'italiana. La parabola delle riforme incompiute, (Politique à l'italienne. La parabole des réformes incomplètes), Edizioni Il Sole 24 Ore, 2001
- Bianco, rosso, verde… e azzurro. Mappe e colori dell'Italia politica, Blanc, rouge, vert... et bleu. Cartes et couleurs de l'Italie politique), Il Mulino, 2003
- avec Lello, E., "The Casa delle Libertà": A House of Cards?", (La maison de la liberté: Un château de cartes?, in Modern Italy Vol. 10, No. 1, pp. 9-35, 2005
- Popolocrazia : La metamorfosi delle nostre democrazie , avec Marc Lazar, Editori Laterza (Tempi Nuovi), 2018, 163 p.
  - Peuplecratie. La métamorphose de nos démocraties, Gallimard, 2019.

### En anglais
Parmi ses nombreux articles :
- « The Italian Centre-Right and Centre-Left: Between Parties and ‘the Party’ », in West European Politics, 4/2007, pp. 733 - 762
- (avec L. Ceccarini) « Catholics and politics after the Christian Democrats: the influential minority », Journal of Italian Modern Studies, 1/2007, pp. 8-36
- (avec E. Lello) « The 'Casa delle Libertà': A House of Cards? », in Modern Italy, 1/2005, pages 9-35